# Micrognathozoa
I micrognatozoi costituiscono un piccolo phylum di pseudocelomati scoperto nel 2000. Sono animali molto piccoli, di cui finora è conosciuta una sola specie, forse formata da sole femmine.
Presentano epidermide non sinciziale, e recenti dati molecolari hanno concluso che abbiano molte caratteristiche in comune con i rotiferi. Sono provvisti di setole sensoriali e di apparato faringeo simile al mastax. Hanno sviluppo diretto.